# Gasthaus Zum goldenen Kreuz (Nördlingen)

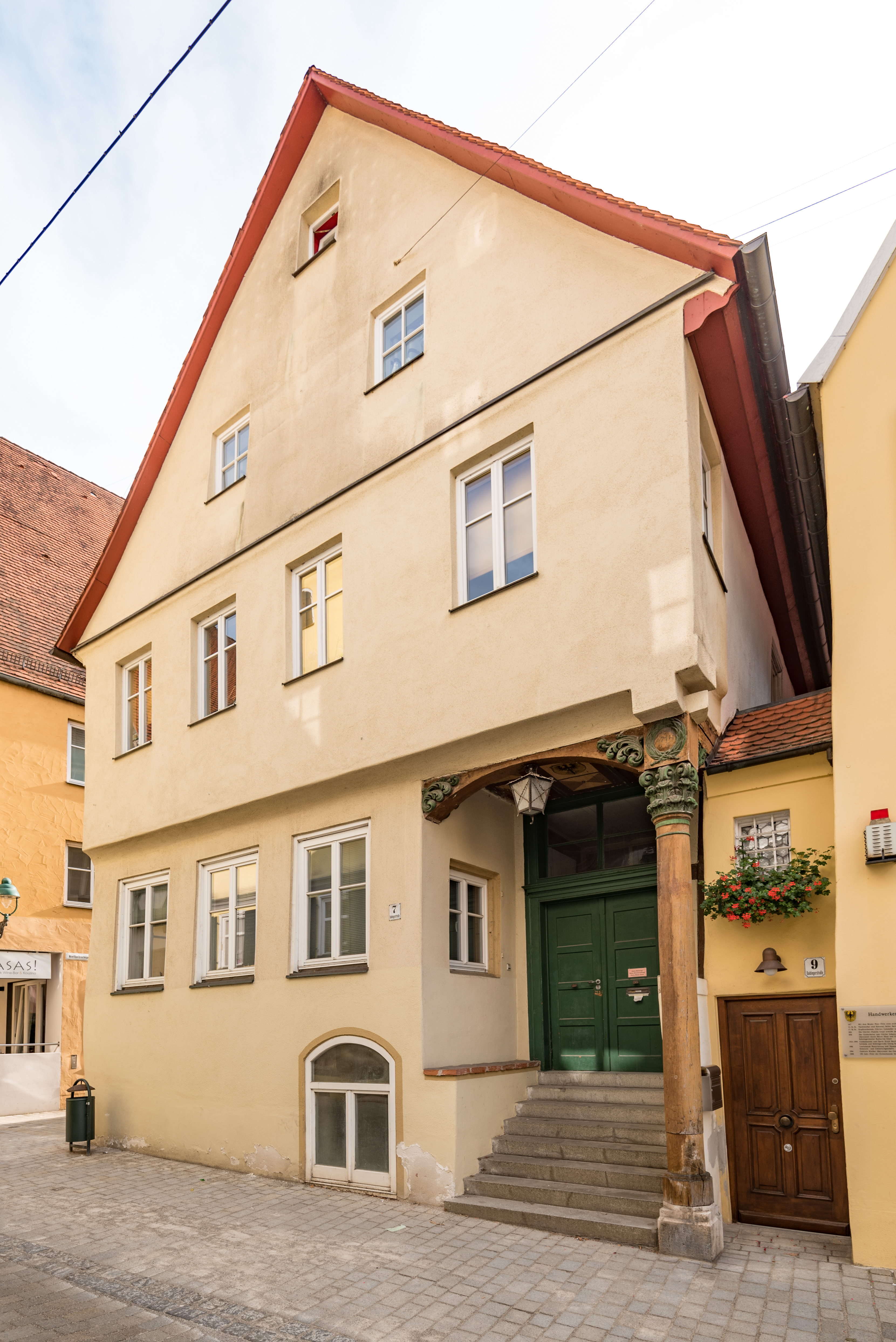
Ehemaliges Gasthaus Zum goldenen Kreuz in Nördlingen

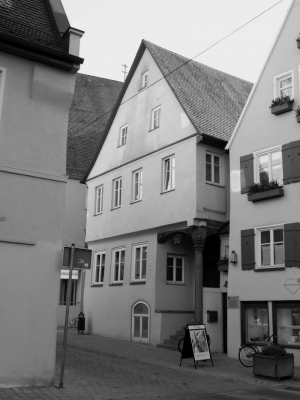
Das Gebäude Anfang der 1950er Jahre

Das Gasthaus Zum goldenen Kreuz in Nördlingen, einer Stadt im schwäbischen Landkreis Donau-Ries in Bayern, wurde im Kern im späten 15. Jahrhundert errichtet. Das ehemalige Gasthaus an der Baldinger Straße 7 ist ein geschütztes Baudenkmal.
Das zweigeschossige giebelständige Fachwerkhaus ist verputzt. Die Ecklaube mit Holzsäule ist mit der Jahreszahl 1705 bezeichnet.